# Larkin (Familienname)
Larkin ist ein englischer Familienname.

## Namensträger
- Abbie Larkin (* 2005), irische Fußballspielerin
- Alice Larkin (* 1974), britische Klimawissenschaftlerin
- Anatoli Iwanowitsch Larkin (1932–2005), russisch-amerikanischer Physiker
- Betsie Larkin, US-amerikanische Singer-Songwriterin
- Chris Larkin (* 1967), britischer Filmschauspieler
- Christopher Larkin (* 1987), US-amerikanischer Schauspieler
- Clarence Larkin (1850–1924), US-amerikanischer Geistlicher
- Colin Larkin (* 1949), britischer Musikenzyklopädist und Verleger
- Delia Larkin (1878–1949), irisch-stämmige, britische Gewerkschaftlerin und Journalistin
- Denis Larkin (1908–1987), irischer Politiker
- Duncan Larkin (1959–2008), englischer Radiomoderator
- Dylan Larkin (* 1996), US-amerikanischer Eishockeyspieler
- Edward Larkin (1880–1915), australischer Rugby-Union-Spieler, Rugby-League-Funktionär und Politiker
- Gracelyn Larkin (* 2001), kanadische Leichtathletin
- James Larkin (1874–1947), irischer Gewerkschafter
- James Larkin junior (1904–1969), sozialistischer Aktivist, Politiker und Führer der irischen Gewerkschaftsunion
- Joan Marie Larkin (* 1958), US-amerikanische Musikerin, siehe Joan Jett
- John Larkin (Drehbuchautor) (1901–1965), US-amerikanischer Drehbuchautor
- John Larkin (Schauspieler) (1912–1965), US-amerikanischer Schauspieler
- John Larkin (Schriftsteller) (* 1963), australischer Schriftsteller
- John M. Larkin, US-amerikanischer Mikrobiologe
- John Paul Larkin (1942–1999), US-amerikanischer Scat-Sänger, siehe Scatman John
- Joshua Larkin (* 1989), australischer Squashspieler
- Kenny Larkin (* 1968), US-amerikanischer Techno-Produzent und DJ
- Linda Larkin (* 1970), US-amerikanische Schauspielerin und Synchronsprecherin
- Lorna Larkin, irische Schauspielerin
- Margaret Mary Larkin, US-amerikanische Arabistin
- Milt Larkin (1910–1996), US-amerikanischer Jazztrompeter
- Mitch Larkin (* 1993), australischer Schwimmer
- Moscelyne Larkin (1925–2012), US-amerikanische Balletttänzerin
- Oliver Waterman Larkin (1896–1970), US-amerikanischer Kunsthistoriker
- Peter Larkin (Filmarchitekt) (1926–2019), US-amerikanischer Bühnenbildner und Filmarchitekt
- Peter Anthony Larkin (1924–1996), neuseeländisch-kanadischer Biologe
- Peter Charles Larkin (1855–1930), kanadischer Unternehmer und Diplomat
- Peter J. Larkin (* 1953), US-amerikanischer Politiker (Demokratische Partei)
- Philip Larkin (1922–1985), englischer Dichter
- Ryan Larkin (1943–2007), kanadischer Animator und Trickfilmregisseur
- Shane Larkin (* 1992), US-amerikanisch-türkischer Basketballspieler
- Shannon Larkin (* 1967), US-amerikanischer Schlagzeuger
- Suzy Larkin (* 1992), britische Tennisspielerin
- Thomas Larkin (* 1990), deutsch-italienischer Eishockeyspieler
- Tippy Larkin (1917–1991), US-amerikanischer Boxer
- William Larkin (Maler) († 1619), englischer Maler
- William Thomas Larkin (1923–2006), US-amerikanischer Geistlicher, Bischof von Saint Petersburg